# Microposthia listensis
Microposthia listensis är en plattmaskart som beskrevs av Faubel 1974. Microposthia listensis ingår i släktet Microposthia och familjen Actinoposthiidae. Inga underarter finns listade i Catalogue of Life.